# KKドラフト事件
KKドラフト事件（ケーケードラフトじけん）は、1985年（昭和60年）のプロ野球ドラフト会議を巡って発生した騒動。

## 概要
PL学園高等学校の桑田真澄と清原和博は、1年生時からエースと4番としてそれぞれ活躍し、5回の全国大会出場のうち優勝が2回・準優勝が2回・ベスト4が1回という記録を残した。二人はKKコンビと呼ばれ、プロ野球ファンのみならず、世間の注目を大いに集めた。
清原はプロ入りを志望し、読売ジャイアンツへの入団と、尊敬する王貞治監督の下でのプレーを熱望していた。清原と12球団担当者はドラフト前に面談し、ヤクルトスワローズ、横浜大洋ホエールズ、阪急ブレーブスが早々に撤退した。清原は巨人以外では中日ドラゴンズ、阪神タイガースなどセ・リーグを希望し、阪神藤江清志編成部長には「交渉権を得たら来てくれるか？」と問われて「はい、お世話になります」と答えている。一方、巨人伊藤菊雄スカウト次長は清原と両親に「野手では1番の評価」と伝えていたが、「1位は投手か野手か、まだ決めていない」と確約はしなかった。
桑田は大学への進学を表明し、ドラフト会議4日後の11月24日に早稲田大学教育学部の入学特別選抜試験を控えていた（ドラフト会議当日までに早稲田大学への進学が決まっていたわけではない）。このため、プロ志望の清原は指名の競合が予想された一方、進学志望を表明している桑田への指名は回避されると思われた。
1985年のドラフト会議（11月20日開催）当日に桑田には3球団から1位指名の連絡が入った。しかし、ドラフト会議でその3球団は桑田ではなく清原を指名した。一方で巨人は清原ではなく、桑田を1位で単独指名して交渉権を獲得した。当時、西武の球団管理部長であり、自身で清原のくじを引き当てた根本陸夫によると、桑田がドラフト1位で指名されなければ外れ1位又は2位で西武が指名する予定だった。根本がこの話をドラフト直前にリークしたため、巨人は桑田を単独1位指名してこれを阻止した。巨人の桑田1位指名は王貞治監督もドラフト会場に着くまで知らされていなかった。清原には6球団が1位指名で競合し、杉浦忠（南海）、高田繁（日本ハム）、田村和夫（中日）、岡本伊三美（近鉄）、根本陸夫（西武）、岡崎義人（阪神）の順で抽選の結果、根本陸夫が当たりくじを引き当てて西武ライオンズが交渉権を獲得した。
巨人からの指名を希望していた清原は会見で涙を流した。
その後、11月26日に清原と両親は根本陸夫管理部長に面会し、12月12日に清原の西武入団が発表された。桑田も早稲田大学の入学試験を辞退し巨人に入団した。桑田は早稲田受験中止後の記者会見で「自分の初志を貫徹したということです。巨人1位だったら入ると考えていたし、それ以外だったら早稲田と決めていました」と答えた。ドラフト後に様々なメディアで巨人と桑田に密約があったのではないかと報道され、PL学園高等学校の内部の人間さえも疑ったほどだが、今なお真相は藪の中である。
清原は、1987年の日本シリーズで西武が巨人を破った際、シリーズ制覇目前となった試合終了間際に一塁手として守備位置で涙を流したことが語り草となっている。その後、清原はFA権を行使して1997年のシーズンから巨人に移籍、2005年に自由契約となってオリックスへ移籍するまで再び桑田とチームメイトとなった。